# Gènere periodístic
El gènere periodístic o gènere jornalístic és un gènere recent, aparegut al segle xix, caracteritzat per la seva font de difusió: els mitjans de comunicació moderns i la premsa escrita. Alguns dels textos d'opinió es poden considerar periodisme literari atesa la seva elaboració formal i la presència del punt de vista subjectiu del periodista. El gènere periodístic es pot definir en funció del paper que juga el narrador o emissor del missatge amb relació a la realitat observada.
Es poden dividir en dos grans grups: els textos informatius, que tenen com a objectiu prioritari la transmissió d'informacions sobre persones, llocs, accions o esdeveniments; i els textos d'opinió o interpretatius, que no responen a les característiques pròpies de la informació, puix que pretenen divulgar idees i estan molt vinculats amb la creació personal. Els textos d'opinió tenen molts elements comuns amb els textos assagístics, i sovint es fa difícil destriar-los.

## La temàtica i la selecció d'informació[calcitació]
La informació periodística busca, principalment, temes d'actualitat i d'interès general. El criteris per a seleccionar temes d'interès general solen ésser:
La proximitat al destinatari: es prefereixen esdeveniments que siguin més propers al públic en diversos aspectes (geogràfic, cultural, professional...) 
El camp d'incidència, o ressò públic dels fets, criteri mitjançant el qual se seleccionen els fets que afecten a més receptors potencials.
L'interès humà, que fa preferibles aquells esdeveniments que afecten els sentiments, els casos de conflictivitat social o política, o aquells que tenen més dramatisme.
La significació dels protagonistes implicats en els fets: autoritats, personatges públics, etc.
- La curiositat, que permet de seleccionar fets que poden ser inesperats, estranys o extravagants per al públic.

## La presentació i la composició[calcitació]
La peculiar composició dels diaris ve determinada per dos principis:
El principi de distribució en mòduls: les informacions es distribueixen en unitats textuals (notícies, reportatges, anuncis, etc.) independents des del punt de vista informatiu. Alhora, aquestes unitats s'agrupen en seccions de caràcter temàtic, que poden ser fixes (internacional, esports, cartes al director, etc.) o variables (crítiques de llibres, ciència, etc.).
Principi de rellevància: les informacions més rellevants es presenten destacades i diferenciades mitjançant procediments formals.
La presentació ve marcada per elements formals que determinen la importància relativa d'unes informacions sobre les altres: la ubicació (primera pàgina/pàgines internes), l'espai (superfície ocupada: tota la pàgina, algunes columnes), i la tipografia (mida i tipus, sobretot en els titulars).

## Estructura del text periodístic
Pràcticament tots els gèneres periodístics presenten dues o tres parts diferenciades tipogràficament: els titulars, el cos o desenvolupament i el lead o entrada.
Els titulars. Apareixen destacats formalment i poden tenir tres funcions diferents: delimitar el text (funció d'obertura), oferir els aspectes més rellevants del text des del punt de vista informatiu (funció de resum) i cridar l'atenció del lector (funció de captació d'atenció).
Si apareix més d'un titular, el principal rep el nom de títol, que acostuma a anar precedit de l'antetítol (que pot afegir informació o precisar el contingut) i seguit del subtítol (que funciona com a sumari dels aspectes informatius més importants del text).
El lead o entrada. És el primer mòdul del cos del text. Té una funció especial: oferir al lector un resum més ampli que l'obtingut pels titulars. Informa sobre els aspectes principals de l'esdeveniment.
El cos o desenvolupament. En el cos del text es desenvolupen els diferents components de continguts. Tret dels gèneres d'opinió, que es caracteritzen per la seva llibertat de composició, el cos dels discursos periodístics s'organitza també en mòduls. Cadascun d'aquests mòduls desenvolupa un únic tema o subtema i esdevé una part del text bastant autònoma. Aquest tipus de composició permet ometre informació o intercalar-ne de nova sense alterar la comprensió de la resta de text.

## Estructures periodístiques
El text periodístic es presenta organitzat segons estructures diferents que depenen de factors diversos, entre ells el gènere al qual pertanyen.
Estructura anticlimàtica o de piràmide invertida. És l'estructura més característica i consisteix a ordenar els diferents mòduls de continguts d'acord amb el criteri de rellevància. Així, el desenvolupament del text s'estén des del clímax, o mòdul de màxima rellevància informativa, a l'anticlímax, o punt de menor rellevància. Aquesta estructura és característica dels gèneres informatius, principalment de la notícia.
Estructura de relat. És l'estructura que segueix un ordre cronològic, formant una estructura de relat. Aquest relat cronològic acostuma a alternar amb l'aparició d'elements descriptius, comentaris o opinions. L'estructura de relat és característica de la crònica.
Estructura dialogada. Estructura en forma de diàleg, on l'entrevistador controla el desenvolupament del discurs, assignant torns i introduint temes. És característica de l'entrevista i d'alguns reportatges.

## Aspectes verbals
L'ús de la llengua a la premsa tendeix a l'objectivitat, la claredat i la correcció. L'objectivitat es reconeix per l'absència del subjecte en l'enunciat i per la recerca de credibilitat (dades, testimonis, xifres...). La claredat es manifesta en el lèxic i en la sintaxi. El lèxic no ofereix dificultats de comprensió i, quan s'empren tecnicismes, estrangerismes o sigles, s'expliquen. La sintaxi tendeix a evitar la complexitat.

## Subgèneres periodístics

### Notícia
La notícia és un text breu d'informació sobre un fet d'actualitat recent. No conté opinions personals de l'autor. Forma el gruix principal dels escrits que trobem en la premsa escrita i respon a sis preguntes bàsiques: qui?, què?, quan?, on?, com? i per què?. Consta del titular, el subtítol (que inclouen el qui i el què), l'entrada (síntesi de les dades bàsiques) i el cos (exposició de les dades en ordre decreixent d'importància). Notícia és tot aquell fet nou que resulti d'interès per als lectors. O dit d'una altra manera, una notícia és un esdeveniment sorprenent, estremidor, transcendental... i, sobretot, recent. Una notícia conté el relat d'una informació. Ha de donar resposta als sis tipus de circumstàncies denominades les 6 W:
- què ha passat: els fets
- qui ho ha fet: el subjecte
- com ha succeït: la manera
- on ha passat: el lloc
- quan ha succeït: el temps
- per què ha succeït: la causa

Estructura de la notícia
- El titular és la notícia, és a dir, conté el tema de la notícia.
- Conté els elements més importants de la notícia, és el desenvolupament del tema però no és un resum del cos de la notícia.
- El cos de la notícia desenvolupa la informació amb tot tipus d'elements complementaris.
- Una bona manera d'escriure la notícia és la piràmide invertida. Aquesta tècnica consisteix a situar en primer lloc aquells fets o dades que atrauran l'interès del lector per anar progressivament introduint altres detalls menys importants.
- L'ús d'aquesta tècnica implica a més un ordre en el relat i es basa en no voler dir-ho tot a la vegada. Convé mantenir l'interès del lector espaiant adequadament les dades. No es tracta de guardar-ne cap d'important per al final sinó de compassar la informació perquè no decaigui seu interès.

### El reportatge
El reportatge és un text informatiu, una notícia ampliada per la qual cosa es presta més a l'estil literari que la notícia.
És un gènere informatiu deslligat de l'actualitat del moment. Generalment, el reportatge surt d'una recreació d'alguna cosa que va ser notícia, però també de fets que sense ser notícia, en el sentit més estricte del terme, formen part de la vida quotidiana
El reportatge pretén subratllar les circumstàncies i l'ambient que emmarquen un fet.
Reportatge objectiuTracta sobre qualsevol tema -que pot no ser d'estricta actualitat- de manera documentada, perquè el periodista el considera d'interès general. És més extens que la notícia i inclou elements com: valoracions de protagonistes o testimonis dels successos, detalls de xifres i dades, i textos complementaris (fotografies, esquemes, i altres tipus d'informació gràfica.
- Estructura del reportatge:

El paràgraf d'obertura o l'entradeta és un paràgraf atractiu que ha de suscitar la curiositat del lector, ha d'incitar a seguir llegint. Pot presentar els trets tipogràfics del lead (entradilla); és a dir, estar escrit en lletra negreta i separat del cos de la notícia. Però pot també aparèixer integrat en el reportatge.
El relat: Tot reportatge ha de tenir un ordre en l'exposició dels fets. Aquest ordre o fil argumental respon a una intenció: cronològica, biogràfica, explicativa, crítica... Un reportatge no pot ser una suma de fets. Cada paràgraf ha d'estar connectat amb l'anterior pel que és important definir aquest fil conductor.
El paràgraf final ha de ser escrit amb cura, constitueix la rematada final que el deixa al lector el sabor d'una bona lectura.
Article d'opinióEscrit de persones que col·laboren esporàdicament i que expressen opinions, judicis, idees o comentaris personals sobre fets actuals o d'interès humà. També rep el nom d'article de col·laboració i, en funció de la seva distribució, de columna.
Article de críticaRessenya informativa, interpretativa i avaluadora d'una obra publicada, exposada o representada en públic (literatura, pintura, música, cinema..), segons el criteri de l'autor de l'article, amb la finalitat d'orientar el lector.
Cartes al director/dels lectorsSón escrits dels lectors, adreçats al director, que solen expressar opinions, comentaris, agraïments...sobre esdeveniments d'actualitat, qüestions personals, informacions o articles publicats en el diari. Acostumen a passar una censura prèvia, que únicament superen aquelles cartes que combreguen ideològicament amb el diari.
EditorialEscrit sense signar que dona opinió sobre la manera de pensar del diari en temes d'abast social. L'opinió coincideix amb la de la direcció del diari i orienta al públic lector. Si apareix signat rep el nom d'article de fons.

### Entrevista
Una entrevista és aquella en què l'entrevistador es limita a exposar la seva conversa amb un personatge mitjançant el sistema de pregunta i resposta. Una entrevista conté informacions, opinions, vivències, etc. sobre algun tema d'interès rellevant. Aquest tema és fixat prèviament per l'entrevistador que té com a missió fonamental formular les preguntes. En algunes ocasions, l'entrevistador pot saltar l'ordre prèviament establert en el seu guió de treball i, al fil d'una resposta interessant, introduir una pregunta nova. L'entrevista és un diàleg extens i aprofundit entre un periodista i una persona coneguda. N'hi ha de dos tipus: les informatives, centrades en l'opinió de l'entrevistat sobre fets d'actualitat, la seva feina, etc., i les psicològiques, basades en la personalitat de l'entrevistat.
Estructura de l'entrevista:
- El primer paràgraf o encapçalament consisteix en una presentació del personatge, se cita la seva edat, s'exposa el seu càrrec, treball, dedicació..., es relata la seva trajectòria i es compta el motiu pel qual és entrevistat.
- Tot seguit se succeeixen les preguntes i respostes sense altra intervenció del periodista que el resum de la conversa. La successió de preguntes i respostes ha de tenir un fil conductor que doni coherència a les intervencions de l'entrevistat. Per això, un bon entrevistador ha de tenir un guió ordenat previ a l'entrevista.

CrònicaInformació presentada per un corresponsal o un enviat especial que informa d'uns esdeveniments recents que s'analitzen, es valoren i s'interpreten. Es redacta en tercera persona i pertany a àrees més o menys específiques: esportiva, judicial, política, etc. La crònica fuig de l'estil neutre dels discursos informatius i empra els recursos lingüístics per tal de dotar a la crònica d'amenitat, atractiu i, fins i tot, valor literari.
Reportatge interpretatiuInclou, com en la crònica, informació i opinió. És més freqüent en els setmanaris especialitzats que en els diaris, on apareix de forma esporàdica. No interessa la immediatesa dels esdeveniments. Els més característics són fruit del "periodisme d'investigació": després d'un procés de documentació que pot ser llarg, el redactor ofereix les seves conclusions en forma d'un conjunt de tesis que es veuen recolzades per les dades objectives recollides.

## Opinió[calcitació]
En aquest gènere, l'enfocament substancial és l'opinió, i la informació, si existeix, queda relegada a un segon pla. Ara bé, la informació ha d'acudir immediatament en socors d'aquest tipus de text, és a dir, qualsevol opinió o visió subjectiva a raonar. Es tracta de dir-li al lector: sobre aquest tema jo entreveig com significats, i les raons són aquestes.
EditorialÉs un article d'opinió, de publicació obligada doncs defineix la línia de pensament de la publicació. És un gènere d'opinió lligat a l'actualitat del moment. L'editorial reflexiona sobre el problema en qüestió amb l'objectiu de mostrar una determinada manera d'enfocar. Aquestes reflexions adopten la forma d'una argumentació fonamentada en informacions. El caràcter de l'argumentació aspira a ser objectiu per això fa servir un llenguatge sense valoracions despectives, uns arguments raonats.
Lletra al directorSón textos escrits pels lectors per a la seva publicació en una secció que els diaris han creat per a aquest fi: Cartes al director, opinió dels lectors... Els temes són variats: fets d'actualitat, reflexions més o menys literàries sobre qüestions de la vida, però també desacords amb alguna informació, l'editorial, un article d'opinió, etc. Les formes són, així mateix, variades. Generalment són exposicions argumentades en les quals els lectors mostren la seva protesta sobre alguna cosa. Algunes cartes contenen relats amb l'objectiu de mostrar una idea.
Article d'opinióText expositiu o argumentatiu que tracta qualsevol tipus de tema amb llibertat expressiva. És una valuosa manera d'expressió, que ha estat utilitzada a través dels temps per pensadors, polítics, sociòlegs, etc.
ColumnaText argumentatiu que valora de manera personal una qüestió d'actualitat. Es pot publicar a qualsevol secció. Sempre ocupa el mateix lloc i amb una periodicitat concreta, per això sol aparèixer acompanyada de la fotografia de l'autor...
CríticaValora i explica l'obra de creació exposada al públic (llibres, música, cinema, etc.,). Estructura de la crítica: Títol. Sempre breu i valoratiu i aporta una pista sobre l'assumpte principal de l'obra; Fitxa tècnica. Després del títol i abans del text. Aporta el títol de l'obra, dades principals dels que han intervingut en la creació i posada en escena d'aquesta obra. Ha de recollir el gènere de l'obra. Té un tractament tipogràfic diferent al del text del cos per diferenciar-lo d'aquest. Cos de la crítica. Text expositiu que planteja la tesi de l'opinió que mereix l'obra al crític.
La tira còmicaVinyetes, que tot sovint, no han menester d'incloure cap text per a deixar ben clara l'opinió de l'autor sobre temes de màxima actualitat.

## Informació
És informació tot aquell text periodístic que transmet dades i fets concrets, ja siguin nous o coneguts amb anterioritat. La informació no inclou opinions personals del periodista, ni judicis de valor. Per tant, és incompatible amb la 1a persona.